# Oskar Sommer (Architekt)

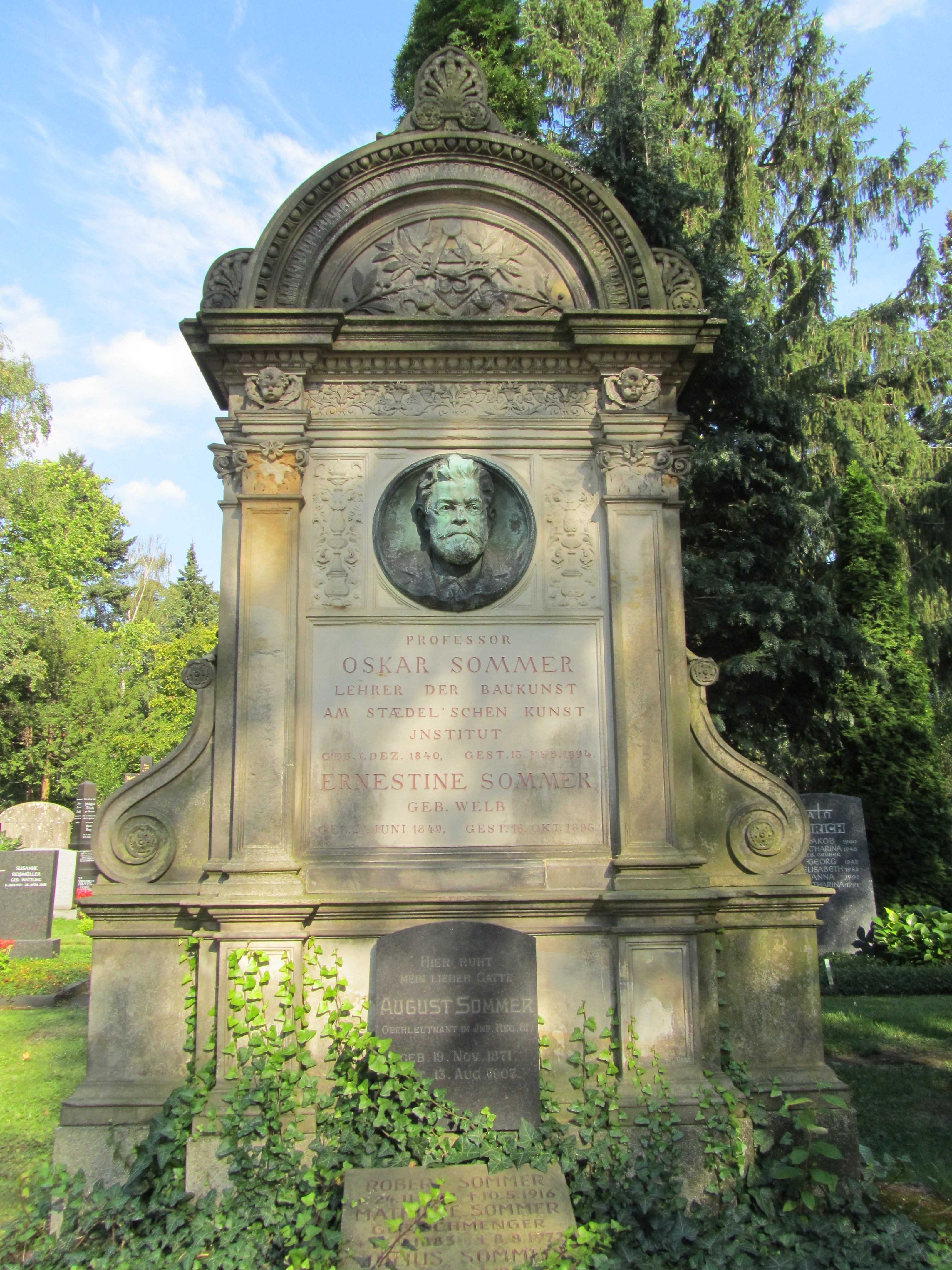
Grabmal

Oskar Sommer (* 7. Dezember 1840 in Wolfenbüttel; † 13. Februar 1894 in Frankfurt am Main) war ein deutscher Architekt.

## Leben
Sommer war der Sohn des Kreisrichters Carl August Sommer († 15. März 1886) und dessen Frau Luise (geborene Meineke), einer Kaufmannstochter. Er studierte am Polytechnikum Hannover und später am Polytechnikum Zürich, wo er Schüler von Gottfried Semper war. Nach einem längeren Aufenthalt in Florenz war er 1864/1865 Mitarbeiter von Friedrich Hitzig in Berlin. Ende 1865 übersiedelte er nach Frankfurt am Main. Hier trat er in das gerade eröffnete Baubüro von Peter Schmick ein. Ab 1869 leitete er dort gemeinsam mit Wilhelm Manchot die Architekturklasse der Städelschule. Er war Mitglied der Frankfurter Freimaurerloge Zur Einigkeit und entwarf die Baupläne für das bis heute bestehende Logenhaus der Loge in der Kaiserstraße. Einige Entwürfe von ihm waren 1888 unter anderem in der 3. internationalen Kunstausstellung im königlichen Glaspalast in München zu sehen. Er trug im Jahre 1891 aktiv zur Ausrichtung der Internationalen elektrotechnischen Ausstellung in Frankfurt bei und lieferte als Vorsitzender des Bauausschusses unter anderem die Entwürfe für die große Maschinenhalle. Er kümmerte sich überwiegend auch um die Inbetriebsetzung, Verwaltung sowie die Abrechnung der Kosten für die Ausstellung. Er war zudem Vorsitzender des Architekten- und Ingenieurvereins, zu dessen 25-jährigen Bestehen er im Jahr 1892 eine Festrede über Frankfurts bauliche Entwicklung hielt.
Sommer war mit Ernestine geb. Welb (1849–1896) verheiratet. Er hatte zwei ältere Brüder, Robert Sommer (* 1. November 1837; † 15. Oktober 1904) war Oberlandesgerichtspräsident zu Braunschweig und Gustav Adolf Hugo Sommer (* 26. Mai 1839; † 1899) war ein philosophischer Schriftsteller.

## Grab
Beider letzte Ruhestätte befindet sich auf dem Südfriedhof in Frankfurt.
Das Grab steht als Kulturdenkmal unter Denkmalschutz. Es handelt sich um eine ädikulaartige Sandsteinstele mit überreichem Reliefschmuck nach Vorbild der Renaissance, die auch seine architektonischen Entwürfe (u. a. Städel und Börse in Frankfurt am Main) prägten; im Zentrum befindet sich ein Porträtrelief. Der Entwurf des Grabmals von 1894 stammt von Friedrich Sander, das Medaillonrelief von Louise Schmick.

## Werk
Bauten und Entwürfe
- 1864: Stadtkirche Eibenstock[7]
- 1869: Brunnen auf dem Kohlmarkt in Braunschweig[8]
- 1874–1878: Neubau des Städelschen Kunstinstituts in Frankfurt am Main[9]
- 1876–1879: Neue Börse in Frankfurt am Main (gemeinsam mit Heinrich Burnitz)[10]
- 1878: Wettbewerbsentwurf für ein Kollegiengebäude der Kaiser-Wilhelm-Universität Straßburg (prämiert mit einem von vier 2. Preisen; nicht ausgeführt)[9]
- 1879/1880: Wettbewerbsentwurf für einen Bau anlässlich des 5. Deutschen Turnfestes vom 24. bis 28. Juli 1880 in Frankfurt am Main (preisgekrönt)
- 1881: Wettbewerbsentwurf für den neuen Hauptbahnhof in Frankfurt am Main (nicht ausgeführt)
- 1883–1887: Herzog Anton Ulrich-Museum in Braunschweig (in Zusammenarbeit mit dem damaligen Museumsdirektor Herman Riegel)[11]
- 1884: Wettbewerbsentwurf für die Börse in Amsterdam (nicht ausgeführt)
- 1884: Wettbewerbsentwurf für die Bebauung der Berliner Museumsinsel[12]
- vor 1887: Villa für Wilhelm Freiherr von Erlanger in Nieder-Ingelheim (wohl Umbau bzw. Erweiterung der um 1937 abgerissenen Villa Carolina)[8][13][14]

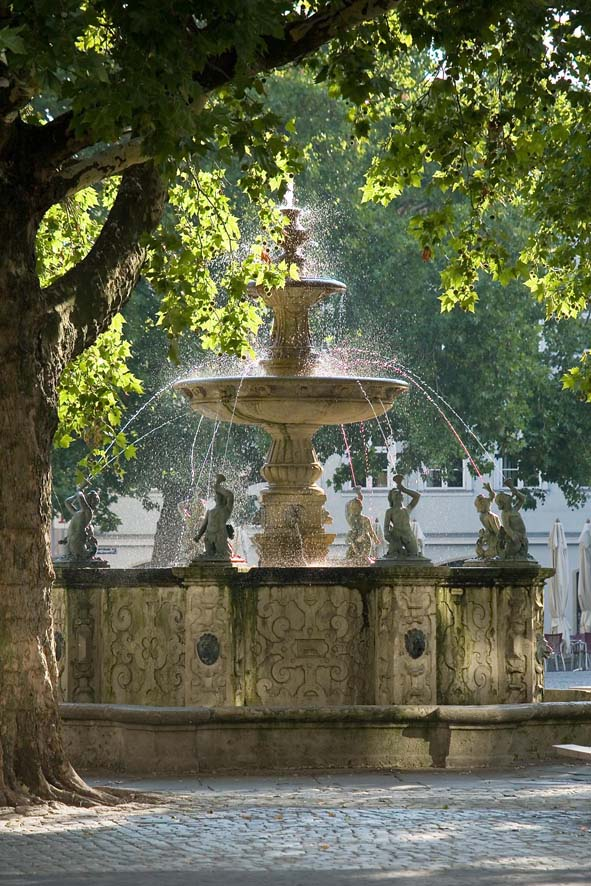
Kohlmarkt-Brunnen in Braunschweig
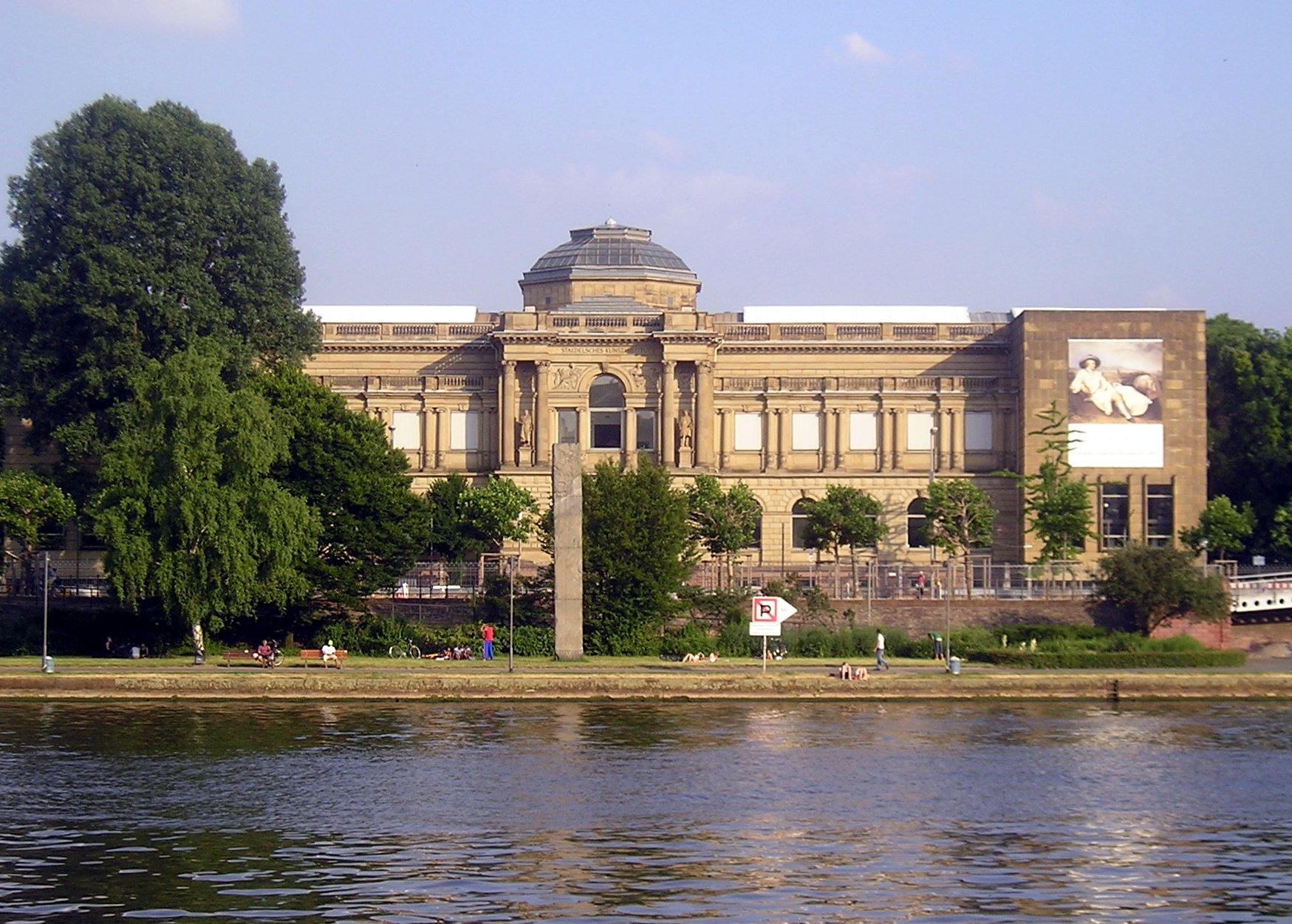
Städel in Frankfurt
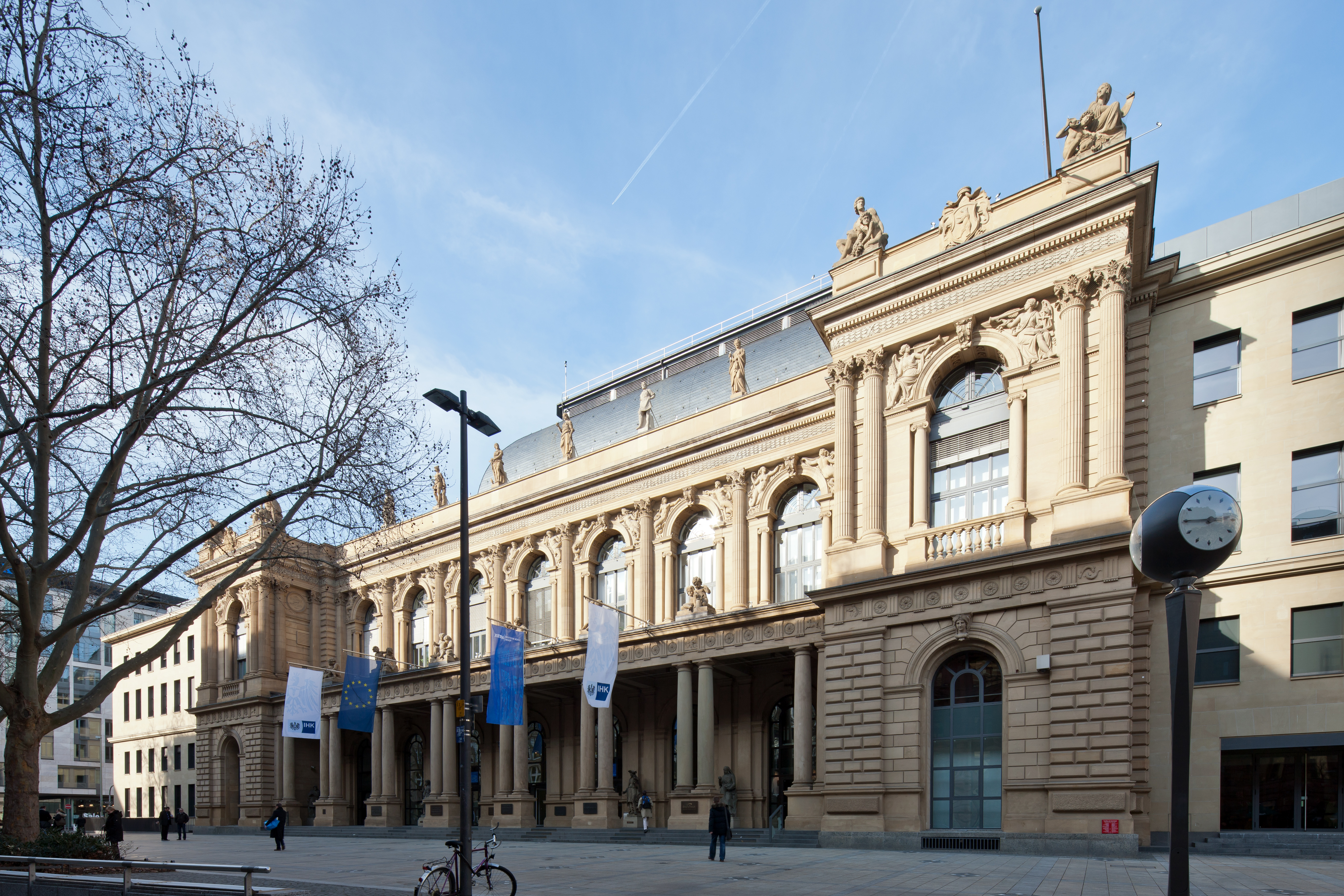
Neue Börse in Frankfurt
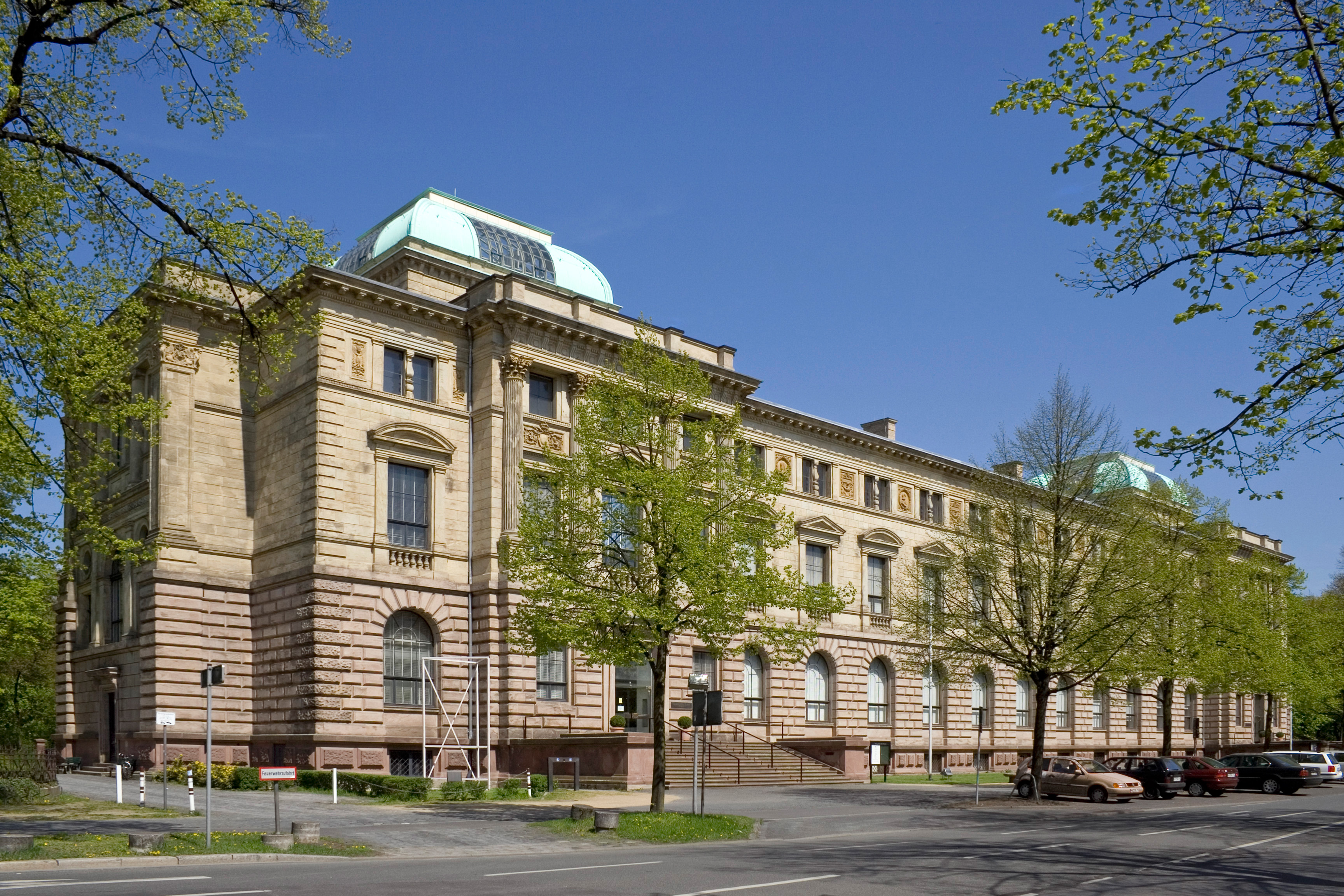
Herzog Anton Ulrich-Museum in Braunschweig

Skulpturen
- weißer Marmorengel auf dem Südfriedhof in Frankfurt am Main[15]

Schriften
- Gottfried Semper. Vortrag, gehalten von Oscar Sommer in den Versammlungen des Architekten- und Ingenieur-Vereins in Frankfurt a/M. am 23. November und 14. December 1885. In: Zeitschrift für Bauwesen. Nr. 4, 1886, Sp. 305–324 (zlb.de). (Fortsetzung). In: Zeitschrift für Bauwesen. Nr. 7, 1886, Sp. 399–400 (zlb.de).
- Der Dombau zu Berlin und der protestantische Kirchenbau überhaupt. In: Westermanns illustrierte deutsche Monatshefte. Jahrgang 1890, 68. Halbband, S. 351–378.